# 柿沼昭治
柿沼 昭治（かきぬま しょうじ、1932年 - ）は日本の将棋ライター、将棋観戦記者。記者時代は朝日新聞に所属し「玉虫」名義で紙上に観戦記を載せ、約30年に渡り朝日新聞の将棋観戦記者を続ける傍ら、1977年に関則可らと共に日本アマチュア将棋連盟の設立に参画したが現在は運営から退いている。
またアマチュア強豪としても知られ、1969年の第23回全日本アマ名人戦では準優勝、2004年の第27回朝日アマ名人戦では72歳(当時)にして南関東ブロック代表となり、50代と60代の出場者は1人もいない中、最年長ながら決勝トーナメントに進出、1回戦で後に編入制度によりプロ棋士となる今泉健司に敗れたが72歳(当時)ながらベスト16であった他、80歳近くなっても大会では度々上位に絡む等活躍していた。とりわけ空中戦を得意とし、特に横歩取りには明るいと言われる。その独特の指し回しは俗に「柿沼流」と呼ばれており、90歳近い現在でも稀に大会に出場するなど第一線で精力的に活動しているが、嘗て自らが関わっていた日本アマチュア将棋連盟主催の大会への出場は滅多にないなどその活動に積極的に協力する事はない模様で、事務局が四日市に移って以降は同団体とは少々距離を置いている様である。

## アマチュア棋士としての活動
- 1961年 第8回横浜名人戦優勝
- 1969年 第23回全日本アマチュア将棋名人戦決勝で沖元二に敗れ準優勝に終わる(東日本アマ名人)
- 1971年 東都名人となり、75年まで5連覇
- 1976年 第17回関東アマ名人戦個人部門優勝
- 1977年 日本アマチュア将棋連盟の設立に参画。同年、原田と今福栄が企画した「アマプロ角落ち戦十番勝負」のアマ側一番手として加藤一二三と対戦するも敗れる
- 1983年 第6回朝日アマ名人戦第3位、当時の朝日新聞に準決勝の棋譜及び自戦記が掲載された
- 1993年 第60回横浜名人戦優勝、この年、非公式ながらプロ棋士の伊藤能と将棋会館で平手で対局した。105手まで先手の伊藤が勝利している
- 1994年 第17回朝日アマ名人戦第3位
- 2004年 第27回朝日アマ名人戦南関東ブロック代表

## 著書

### 単著
- 『将棋に強くなる本』(金園社・1979)

### 共著
- 第一回 朝日アマ将棋名人戦　東公平（紅）・関則可（酔象）・柿沼昭治（玉虫） 木本書店 1980/1/8
- 第二回 朝日アマ将棋名人戦，東公平（紅）・関則可（酔象）・柿沼昭治（玉虫），木本書店　1980/3
- 第一回 朝日アマ・プロ角落戦 東公平（紅）、関則可（酔象）、柿沼昭治（玉虫）、若島正（若島） 木本書店 1980年6月
- 第三回 朝日アマ将棋名人戦，東公平（紅）・関則可（酔象）・柿沼昭治（玉虫），木本書店 1981/3
- 第二回 朝日アマ・プロ角落戦，東公平（紅）・関則可（酔象）・柿沼昭治（玉虫），木本書店　1981/9
- 第四回 朝日アマ将棋名人戦，東公平（紅）・関則可（酔象）・柿沼昭治（玉虫），木本書店　1982/6
- 第三回 朝日アマ・プロ角落戦，東公平（紅）・関則可（酔象）・柿沼昭治（玉虫），木本書店 1982/10